# Victor Oladipo
Kehinde Babatunde Victor Oladipo, född 4 maj 1992 i Silver Spring i Maryland, är en amerikansk professionell basketspelare (shooting guard / point guard). Sedan 2021 spelar han för Miami Heat i NBA. Han utsågs till Most Improved Player säsongen 2017/2018, hans första säsong med Indiana Pacers.
Victor Oladipo växte upp i Upper Marlboro, Maryland. Vid NBA:s draft 2013 valdes Oladipo av Orlando Magic som tvåa totalt i första omgången. Anthony Bennett blev vald först.

## Lag
- Orlando Magic (2013–2016)
- Oklahoma City Thunder (2016–2017)
- Indiana Pacers (2017–2021)
- Houston Rockets (2021)
- Miami Heat (2021–)